# 足利満貞
足利 満貞（あしかが みつさだ）は、室町時代中期の武将。第2代鎌倉公方・足利氏満の四男。稲村御所（稲村公方）と呼ばれる。

## 概要
陸奥国岩瀬郡稲村（現、福島県須賀川市）に派遣、下向し、稲村公方と呼ばれる。
なお、『喜連川判鑑』および『古河公方系図』では満貞を「篠川殿」、兄の満直を「稲村殿」としているが、『喜連川判鑑』の永享10年11月の項目では「稲村満貞」と呼称されている他、異説として『古河公方系図』に満直を「篠川殿」、満貞を「稲村殿」とする説も併記されており、兄と混同する資料が見られる。
学術的にも、稲村・篠川公方の比定を巡って揺れがあり、鎌倉府研究の先駆者である渡辺世祐の『関東中心足利時代之研究』（1926年）は、『喜連川判鑑』などの記述に従って、満貞を篠川公方、満直を稲村公方と比定したが、その後の記録・文献の研究などによって、1960年代には満貞と満直の位置づけが反対であることが確定された。

## 経歴
奥州管領の衰退や小山氏の乱に対応するため、元中8年（1391年）に陸奥国・出羽国が鎌倉府の管轄となった。だが、奥羽両国には有力な武士が存在しており、鎌倉府の統治も順調ではなかった。応永5年（1398年）の足利氏満の急死をきっかけに鎌倉府の奥州統治体制の再編成を迫られ、翌応永6年（1399年）に新しい鎌倉公方となった長兄満兼の命により陸奥国岩瀬郡稲村（現福島県須賀川市稲御所舘 付近）に下向する。
満貞は氏満死去の前の段階では元服前であった（『奥州余目記録』）が、翌年の下向時には直ちに御判御教書を発給しているため、この前後に元服したと推定される。鎌倉公方家など当時の武家の元服が15歳前後に行われていたため、満貞は至徳2年/元中2年（1385年）ごろの誕生であると推測されている。ただし、満貞発給文書に関しては、応永2年（1395年）に発生した田村庄司の乱に関連した可能性もある年次不明の文書の存在も指摘されており、満貞の下向またはその構想が氏満時代にさかのぼる可能性もある。
また同時に次兄満直も稲村から北の陸奥安積郡篠川（現福島県郡山市）に下向し、篠川御所（篠川公方）と呼ばれる。両御所は鎌倉府の出先機関として陸奥の国人勢力を統合し、伊達氏や斯波氏といった反鎌倉府勢力に対抗するのが主要任務だったと考えられる（満貞と満直の関係については異説もある）。満貞の執事には後世の深谷上杉家の先祖にあたる庁鼻和上杉家が務めていたと考えられている。岩瀬郡は二階堂氏の勢力圏で、満貞は二階堂氏や安積郡の伊東氏、白河郡の白河結城氏（結城満朝・氏朝父子）などと連携してたびたび反抗した伊達氏（伊達政宗・持宗）と衝突している。
ところが、応永9年（1402年）に関東管領上杉朝宗（犬懸上杉家）が伊達政宗の乱に介入するために息子の上杉氏憲（後の禅秀）率いる遠征軍を派遣すると、稲村公方対反鎌倉府勢力の構造が崩れ、犬懸上杉家の勢力が直接奥州に浸透した影響で満貞の立場は弱体化することになる。
鎌倉公方が甥の持氏に代替わりすると、まず鎌倉で持氏を補佐していた三兄の満隆が応永23年（1416年）に上杉禅秀と結んで謀反を起こし、翌24年（1417年）に禅秀と共に敗死したことで犬懸上杉家の奥州進出は幕を閉じる（上杉禅秀の乱）が、一度失われた満貞の権威は回復することはなかった。続いて満直と持氏の関係が悪化し、満直は幕府と結びつき鎌倉公方の地位への野望を持ち、加えて持氏も満直らに対抗するために奥州の直接統治（「関東御成敗」）を目指すようになり、満貞の立場はますます弱体化して稲村公方は鎌倉府と奥州諸将の間の取次機関に過ぎなくなった。それに伴い応永31年（1424年）11月に満貞は鎌倉に入り、持氏は公方家伝来の宝物を譲るなど満貞を歓待した。
この時をもって、満貞が稲村から鎌倉へと退去して稲村公方は事実上終焉したとする説が通説であるが、満貞の奥州諸将に対する命令文書の下限は正長2年（1429年）であり、応永31年以後に奥州に戻りこの時期まで活動していた可能性もある。とは言え、同年以後の満貞の奥州での活動は確認できず、正長年間以後は鎌倉に滞在して関東管領上杉憲実に対抗する形で持氏を補佐したとみられている。なお、この時期に「満家」と改名した可能性もある。
永享10年（1438年）に発生した永享の乱では持氏に与力し、翌11年（1439年）2月10日に鎌倉の永安寺で持氏と共に自害している。ちなみに「続群書類従」の『喜連川判鑑』では永享10年11月1日に持氏嫡男の足利義久とともに報国寺で自害したとする。その後、満貞の家系は満房（みつふさ）、満秀（みつひで）と続いたとされる。